# Gynocraterium
Gynocraterium là chi thực vật có hoa trong họ Acanthaceae.
Chi này có quan hệ họ hàng rất gần với Staurogyne, cụ thể là nhánh chứa các loài Tân Thế giới của Staurogyne. Năm 2014, Daniel & McDade chuyển nó thành đồng nghĩa của Staurogyne.

## Các loài
- Gynocraterium guianense Bremek., 1939 = Staurogyne guianensis (Bremek.) T.F.Daniel & McDade, 2014: Miền bắc Brasil, Guiana, Guyana thuộc Pháp, Suriname.